# Лига Магнуса
Лига Магнуса (фр. Synerglace Ligue Magnus) — название французского чемпионата по хоккею с шайбой, основанного в 1907 году. Победителю чемпионата вручается кубок Магнуса. Турнир получил своё название в честь французского хоккейного функционера Луи Магнуса. Титульный спонсор с 2018 года — Synerglace.

## Команды в сезоне 2021/22

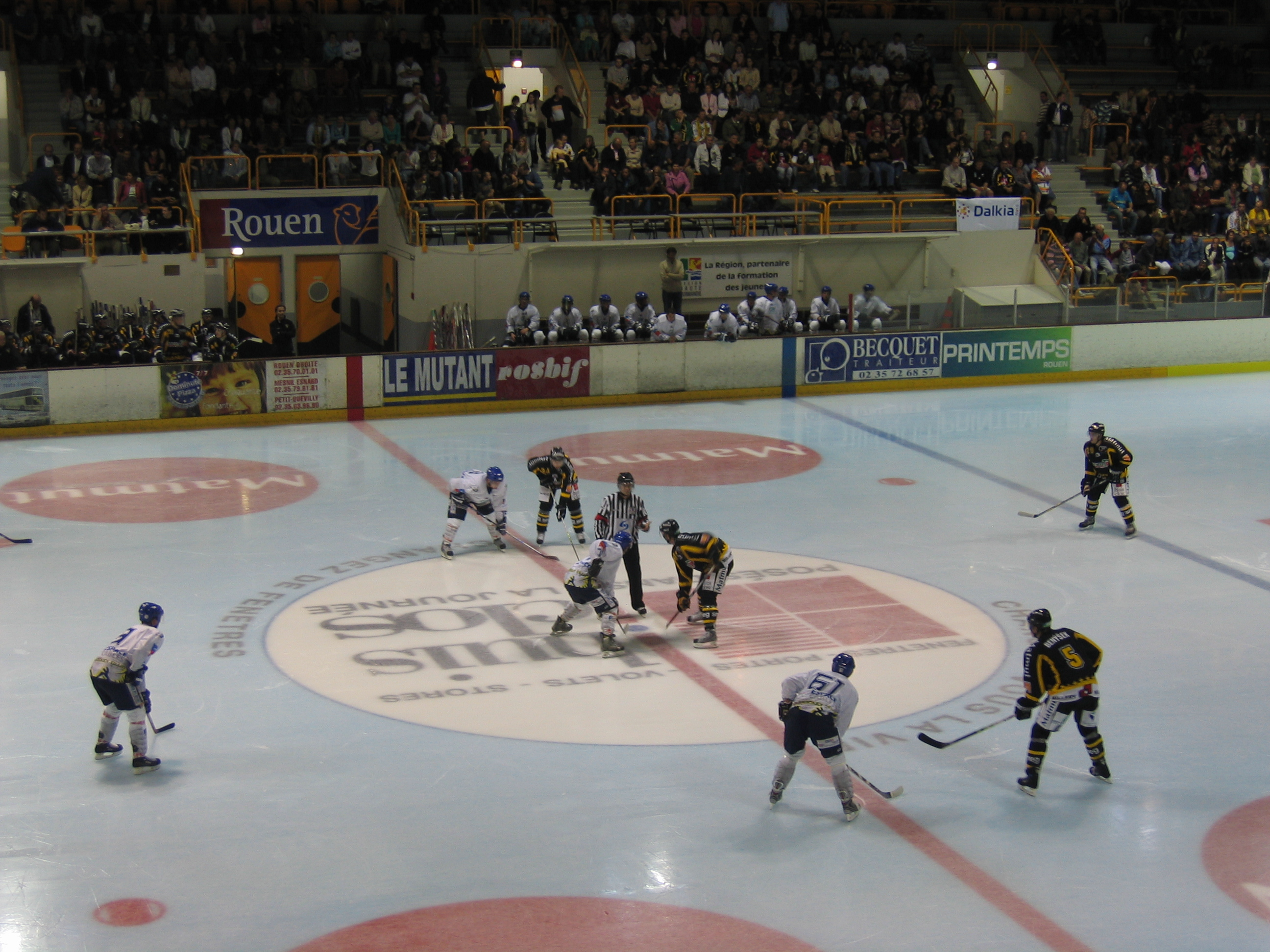
Матч в рамках Лиги Магнуса в 2007

| Команда                                                      | Город                               | Арена                                                       | Вместимость | Основан |
| ------------------------------------------------------------ | ----------------------------------- | ----------------------------------------------------------- | ----------- | ------- |
| Брюлёр де лу де Гренобль Brûleurs de loups de Grenoble       | Гренобль Grenoble                   | Патинуар Полесуд Patinoire Polesud                          | 4208        | 1963    |
| Дюк д’Анже Ducs d’Angers                                     | Анже Angers                         | Анже АйсПарк Angers IceParc                                 | 3520        | 1982    |
| Драгон де Руан Dragons de Rouen                              | Руан Rouen                          | Патинуар де л’Иль Лакруа Patinoire de l'Île Lacroix         | 3279        | 1970    |
| Джокерс де Сержи-Понтуаз Jokers de Cergy-Pontoise            | Сержи-Понтуаз Cergy-Pontoise        | Арен’айс Aren'ice                                           | 3000        | 1981    |
| Готик д’Амьен Gothiques d'Amiens                             | Амьен Amiens                        | Колизеум Coliséum                                           | 3400        | 1967    |
| Рапас де Гап Rapaces de Gap                                  | Гап Gap                             | Стад де глас Альп’Арена Stade de glace Alp’Arena            | 2930        | 1937    |
| Пионньер де Шамони-Мон-Блан Pionniers de Chamonix Mont-Blanc | Шамони-Мон-Блан Chamonix-Mont-Blanc | Спортивный центр Ришара Бозона Centre sportif Richard-Bozon | 1700        | 2016    |
| Боксер де Бордо Boxers de Bordeaux                           | Бордо Bordeaux                      | Патинуар де Мериадек Patinoire de Mériadeck                 | 3200        | 1998    |
| Эгль де Нис Aigles de Nice                                   | Ницца Nice                          | Дворец спорта Жана Буэна Palais des sports Jean-Bouin       | 1200        | 1969    |
| Ормади Англет Hormadi Anglet                                 | Англет Anglet                       | Патинуар де ла Барр Patinoire de la Barre                   | 1200        | 1969    |
| Скорпион де Мюлуз Scorpions de Mulhouse                      | Мюлуз Mulhouse                      | Патинуар де л’Илльберг Patinoire de l'Illberg               | 1600        | 2006    |
| Дьябль руж де Бриансон Diables rouges de Briançon            | Бриансон Briançon                   | Каток Бриансон Patinoire René-Froger                        | 2150        | 1934    |

## Предыдущие победители

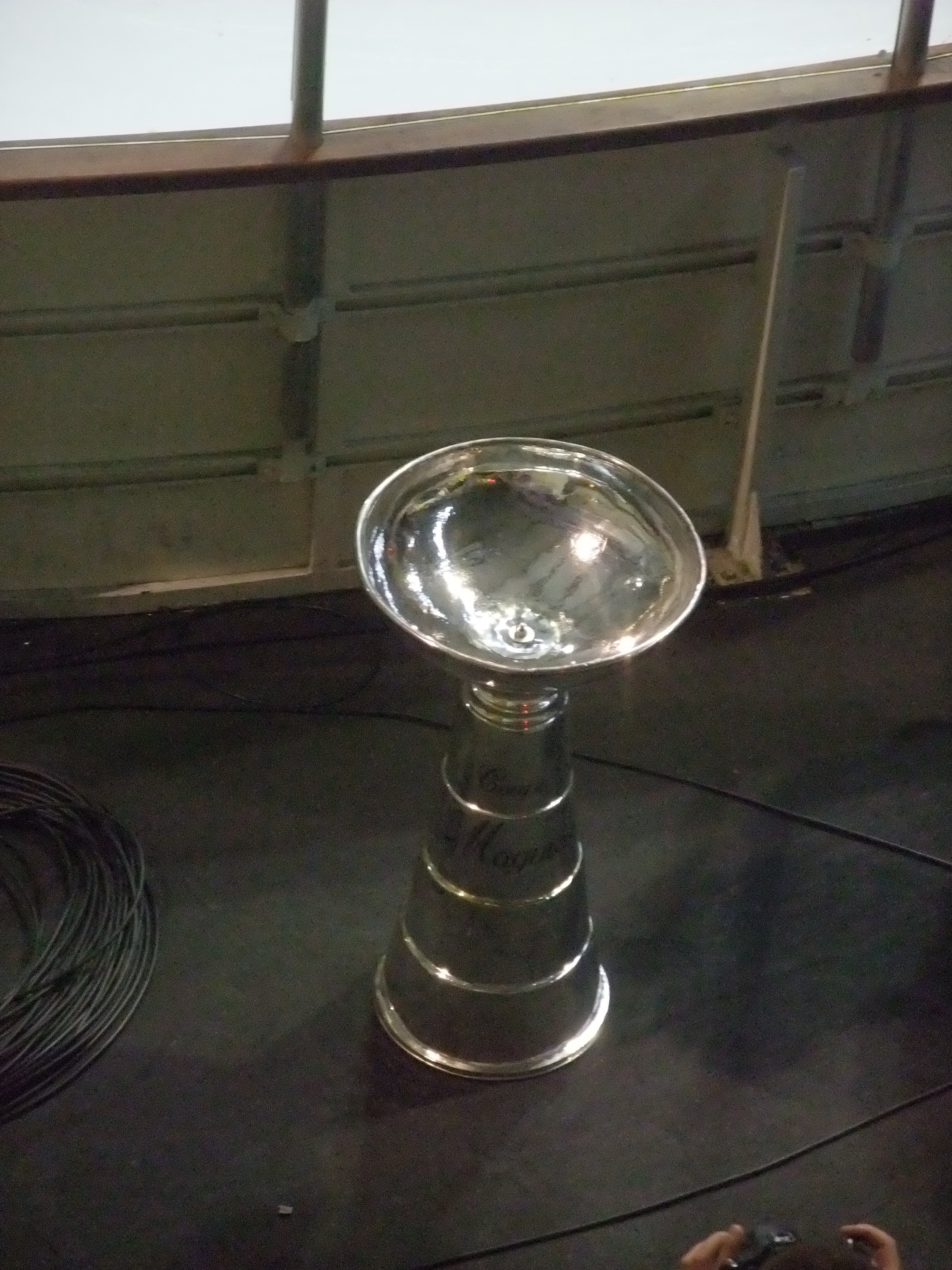
Кубок Магнус

В разные годы за время существования лиги чемпионами становились клубы:
- 1907 : СК Лион
- 1908 : Патинер де Пари
- 1912 : Патинер де Пари
- 1913 : Патинер де Пари
- 1914 : Патинер де Пари
- 1920 : Скейтинг Клуб (Париж)
- 1921 : Спорт д’Ивер (Париж)
- 1922 : Спорт д’Ивер (Париж)
- 1923 : ХК Шамони
- 1925 : ХК Шамони
- 1926 : ХК Шамони
- 1927 : ХК Шамони
- 1929 : ХК Шамони
- 1930 : ХК Шамони
- 1931 : ХК Шамони
- 1932 : Стад Франсе
- 1933 : Стад Франсе
- 1934 : Рапідес
- 1935 : Стад Франсе
- 1936 : Франсе Волан (Париж)
- 1937 : Франсе Волан (Париж)
- 1938 : Франсе Волан (Париж)
- 1939 : ХК Шамони
- 1942 : ХК Шамони
- 1944 : ХК Шамони
- 1946 : ХК Шамони
- 1949 : ХК Шамони
- 1950 : Расинг Клуб (Париж)
- 1951 : Расинг Клуб (Париж)
- 1952 : ХК Шамони
- 1953 : Расинг Университет
- 1954 : ХК Шамони
- 1955 : ХК Шамони
- 1956 : КП Лион
- 1957 : АК Булонь-Бийанкур
- 1958 : ХК Шамони
- 1959 : ХК Шамони
- 1960 : АК Булонь-Бийанкур
- 1961 : ХК Шамони
- 1962 : АК Булонь-Бийанкур
- 1963 : ХК Шамони
- 1964 : ХК Шамони
- 1965 : ХК Шамони
- 1966 : ХК Шамони
- 1967 : ХК Шамони
- 1968 : ХК Шамони
- 1969 : Сен-Жерве
- 1970 : ХК Шамони
- 1971 : ХК Шамони
- 1972 : ХК Шамони
- 1973 : ХК Шамони
- 1974 : Сен-Жерве
- 1975 : Сен-Жерве
- 1976 : ХК Шамони
- 1977 : ХК Гап
- 1978 : ХК Гап
- 1979 : ХК Шамони
- 1980 : Тур
- 1981 : ХК Гренобль
- 1982 : ХК Гренобль
- 1983 : Сен-Жерве
- 1984 : Межев
- 1985 : Сен-Жерве
- 1986 : Сен-Жерве
- 1987 : Монблан
- 1988 : Монблан
- 1989 : Франсе Волан (Париж)
- 1990 : ХК Руан
- 1991 : ХК Гренобль
- 1992 : ХК Руан
- 1993 : ХК Руан
- 1994 : ХК Руан
- 1995 : ХК Руан
- 1996 : Брест
- 1997 : Брест
- 1998 : ХК Гренобль
- 1999 : Амьен
- 2000 : Реймс
- 2001 : ХК Руан
- 2002 : Реймс
- 2003 : ХК Руан
- 2004 : Амьен
- 2005 : Скорпионс Мюлуз
- 2006 : ХК Руан
- 2007 : ХК Гренобль
- 2008 : ХК Руан
- 2009 : ХК Гренобль
- 2010 : ХК Руан
- 2011 : ХК Руан
- 2012 : ХК Руан
- 2013 : ХК Руан
- 2014 : Бриансон
- 2015 : ХК Гап
- 2016 : ХК Руан
- 2017 : ХК Гап
- 2018 : ХК Руан
- 2019 : ХК Гренобль
- 2020 : не доигран из-за пандемии COVID-19
- 2021 : ХК Руан
- 2022 : ХК Гренобль
- 2023 : ХК Руан
- 2024 : ХК Руан

## Прежние названия высшего дивизиона чемпионата Франции
- Saxoprint Ligue Magnus (2016—2018)
- Ligue Magnus (2004—2016)
- Super 16 (2002—2004)
- Élite (1997—2002)
- Nationale 1A (1996—1997)
- Élite (1994—1996)
- Nationale 1 (1992—1994)
- Élite (1991—1992)
- Ligue nationale (1990—1991)
- Nationale 1A (1985—1990)
- Nationale A (1975—1985)
- Série A (1973—1975)
- 1re Série (1930—1973)
- Championnat de France (1907—1930)